# 真主的花園
《真主的花園》（英語：The Garden of Allah）是一部1936年拍攝的美國冒險浪漫愛情片。該片由理查德·博萊斯拉斯基執導，大衛·塞爾兹尼克監製，電影中的男女主角由夏爾·布瓦耶和瑪琳·黛德麗出演。劇本由威廉·佩西·利普斯科姆和林恩‧瑞格斯根據英國文學家羅伯特‧希欽斯1904年發表的同名小説改編。這是第三次將同名小説搬上銀幕，前兩部電影分別是1916年和1927年的黑白無聲電影版本。這部第三次被搬上銀幕的影片不僅采用了有聲電影技術，而且在當時是第三部采用了“三色調技術”拍攝的彩色故事影片。擔任攝影指導的威廉·霍華德·格林與哈羅德·羅森因此獲得了“第9届奥斯卡金像奖”頒發的榮譽獎。
影片中描寫的男主人公鮑里斯·安德羅夫斯基自小是一個在地處北非地區的一所近似封閉、幾乎不與異性交往的修道院培養出來的修士，並立下了為修道院奉獻終生的誓言。在這個封閉世界裏，他感到心境安寧和快樂，還掌握了一門釀製甜酒的技術，為修道院贏得了名聲。由於長期過著隱修生活，他對外界幾乎一無所知。後來由於得到了與外界交往的機會，第一次看到了男女之間天使般的愛情，這深深地打動了他，他爲自己一直過著苦行僧的生活感到困惑。爲此，他決定逃離修道院，回到世俗社會尋求幸福。逃出來之後不久，邂逅了從美國來到北非尋求心靈世界的多米尼·恩菲爾登，兩人馬上陷入了愛河，並在當地一所教堂舉行了婚禮。然而，鮑里斯不得不向別人隱瞞自己從修道院逃離出來的這段經歷，這種負罪感也一直壓抑著鮑里斯。當他的真實經歷被揭開之後，内心的自責以及面對有著基督教宗教堅定信仰的多米尼·恩菲爾登，促使鮑里斯坦白了自己的過去。作爲對自己的過失進行彌補，他決定忍痛割捨這份珍惜的愛情，回到修道院。對多米尼·恩菲爾登來説，雖然她也很難割捨這份感情，但爲了能使鮑里斯恪守自己對修道院的誓言，她尊重鮑里斯的選擇，並祈禱在未來的永恆世界裏，兩人將永遠在一起。這對有情人經過一番痛苦的情感掙扎之後，最終各自找到了自己的歸宿。這是一部具有基督教宗教情懷的電影，在影片當中，特意選用了兩首古典音樂插曲作爲其背景烘托。一首是婚禮上的《婚禮進行曲》，另一首是影片後半部兩人在沙丘時回響的《聖母頌》背景音樂。
影片拍攝地點在美國加州的阿爾戈多內斯沙丘地和亞利桑那州的尤馬。

## 故事梗概

### 影片開頭
生活優越的多米尼·恩菲爾登在與她相依爲命的父親去世後，心情憂傷倍感孤獨。她來到了幼年時代曾經接受過培養教育的“聖塞西莉亞女修道院”（Le Couvent de Ste. Cecile），回首她曾經生活過的地方，不免觸景生情，她對約瑟芬院長說：“也許我唯一度過的快樂時光是在這裏。”約瑟芬院長說：“你父親去世了，你可以盡情地自己享受這個世界上的生活。”多米尼說：“是的。我去了世界很多地方，像巴黎、維也納這些地方。但是在茫茫人海中，我依然感到很孤獨甚至絕望。”院長對她說：“我知道你小的時候，就對生活充滿了渴望。你還記得曾經問過我，‘想要別人娶我，被別人愛有錯嗎？’”多米尼說：“是的。我記得。我現在該怎麽辦呢？”院長對她建議道：“你可調節一下生活，不妨暫時離開喧囂的城市，去撒哈拉沙漠呆上一段時間。在那裏，面對著無垠的荒漠，你的憂傷會烟消雲散，你會認識到生活變得更開闊、更充實和更自由。”

### 北非之旅
聽從了約瑟芬院長建議的多米尼來到了北非。在一次旅途的火車上，遇到了沉默寡言的鮑里斯·安德羅夫斯基，兩人一路無語，下車後各走各的路。鮑里斯是一個從屬於特拉普隱修會的“拉加寧修道會（el Lagarnine）”偷跑出來的修士。在這之前，修道院接待了一個法國軍官，德·特雷維納克上尉，修道會院長拿出了引以爲豪，並且以修道會名字“Lagarnine”命名的自釀利口酒請軍官品嘗，院長告訴上尉，這款利口酒釀造秘方是修道院修士鮑里斯調製而成，並將一瓶標有教會圖案的酒作爲禮物送給上尉。然而，就在這時，修士告訴院長告知鮑里斯逃跑了。
多米尼來到住地的旅店下榻，聼到了一個女人的歌聲。她問當地人，這個女人唱的什麽歌，當地人回答道：“夫人，這首歌的意思是奴隸獲得自由後表達的心聲，我的内心世界只有我自己和上帝知道。”多米尼之後反復慎思著“我的内心世界只有我自己和上帝知道。”的這句話。
這天晚上，多米尼在向導巴托什的陪同下，來到一家有舞女表演的阿拉伯特色夜總會。沒想到，在火車上邂逅的鮑里斯也來到了這裏。節目的最高潮是“壓場之寶”的舞女艾倫娜（Irena）出場，當艾倫娜看到鮑里斯之後，以千嬌百媚的舞姿挑逗鮑里斯。不知所措的鮑里斯在別人的示意下，才得知要給舞女小費，於是便塞了一枚硬幣給舞女。此時，多米尼和鮑里斯都看到了對方，當舞女艾倫娜看到了在來客中，看到了她所愛慕卻又不願意與她結婚的哈迪時，便怒不可遏地拿出刀子撲向哈迪，舞場頓時大亂。於是，鮑里斯幫助多米尼趕緊離開夜總會。多米尼感謝他的幫助，在鮑里斯送多米尼回去的路上，遇到了一個盲人算命師，算命師稱他看到了多米尼的未來，她的未來是一個錯誤的人生，鮑里斯認爲算命師在胡説八道，拉著她匆匆離開。兩人分手時，雙方道出了自己的姓名，安東尼說自己的父親是俄國人，母親是法國人。雙方都希望能再次相見。
第二天，兩人相約來到了沙漠的綠洲中心“Azur”。在那裡，他們遇到了費迪南德·安特奧尼伯爵，幾個年輕女人圍著鮑里斯戲耍，無意中發現了他胸前挂著的十字架，多米尼也注意到了。女人們爭著要他這個十字架，他卻把它扔進水塘裏。看到鮑里斯這個舉動，有著基督教信仰的多米尼對他褻瀆十字架的行爲深感震驚，儘管多米尼對鮑里斯有好感。於是，安特奧尼伯爵對多米尼說：“害怕自己承認上帝的人，走進沙漠絕非是明智之舉。阿拉伯有一句諺語：‘沙漠是真主的花園。’”當天晚上，安特奧尼伯爵陪著多米尼逛阿拉伯夜市，又看到了昨晚那位盲人算命師。安特奧尼伯爵對多米尼說：“這個算命師是沙漠人，人們認爲這種人是沙粒孕育出來的，他會通過沙子知道人所不知的秘密。”多米尼問道：“你可曾讓他用沙子給你算過命？”。安特奧尼伯爵說很久以前讓他算過一次。安特奧尼伯爵問多米尼要不要也讓他算一卦？多米尼欣然同意，於是算命師鋪開沙子，雙手伸進沙土，口中念念有詞道：“這是一個不同尋常的一天，教堂外等候者一個駱駝花轎，然後，駱駝花轎走進了沙漠。狂風大作蓋住了教堂的音樂，沙漠憤怒了……。駱駝花轎裏坐著兩個人，其中一個人是你。”。多米尼不禁問道：“駱駝花轎要去哪裏？”算命師說這是去往“Bombara”的路上。多米尼驚訝道：“這正是我所計劃的朝聖之路。”算命師又念念有詞道：“在沙漠深處的一個靠近廢墟塔的地方，有迎接你的璀璨寶石，猶如沙漠中所有的樹木都結出果實，覆蓋著數以千萬計的金色花朵。”多米尼欣喜地問道：“也許這很快樂吧？”算命師說：“是的，非常快樂。”但突然，算命師又預言了警告。多米尼則說既然快樂向我走來，我就不在乎隨之而來會發生什麽。

#### 沙漠中的婚禮
多米尼和鮑里斯經過數周的交往，彼此愛上了對方。一天，兩人策馬來到沙丘，鮑里斯對多米尼闡述了一番發自内心的愛意表達之後，脫口説出：“感謝上帝！”之後，突然覺得自己又説錯了什麽。當天晚上，鮑里斯徹夜難眠，不禁走出屋外，來到了附近的一座小教會，當他擡起頭來望著教堂屋頂上的十字架時，下意識地觸摸胸前的十字架，才發現他已經把它丟棄了。惆悵之際，從教會裏走出了盧比爾神父，鮑里斯見到神父之後，馬上想要離開，神父叫住了他，問他爲何要離開？教堂隨時向你伸出歡迎的雙臂。鮑里斯則説道：“教會對我來說是什麼？我對它毫無用處。”説罷扭頭就走。
在這之後，多米尼也來到了這個教會。他們説到了鮑里斯，神父説道：“以我的直覺，這個人内心充滿著不安有恐懼。我同情他，爲他禱告。他需要禱告，我不認爲他是個壞人。”。多米尼也説：“我的直覺也告訴我，他不是壞人。我認爲他或許失去了信仰，這才是他的問題所在，但我認為可以幫助他重拾信心，我會盡我所能幫助他。”神父説道：“你的約瑟芬院長已經囑托過要我照顧你，保護你是我的首要職責。我奉勸你，不要和這個人交友。”然而，多米尼卻對神父說：“請原諒我對您的擔心置若罔聞。但我覺得我在這裡發生的每件事都是事先安排好的，我感覺未來也會這樣。”神父説道：“這是東方的宿命論，是這片土地的精神引導，你也被它引導。你已經來到了一片火焰升騰的大地，而你也是浴火而生之者。多保重！”
就這樣，多米尼和鮑里斯走進了這個位於沙漠中的教堂，在盧比爾神父的主持下舉行了婚禮。從教堂出來之後，兩個人坐上了駱駝花轎，此時狂風大作，黃沙飛舞，隨行人員的駱駝隊伍，按照多米尼事先計劃好的朝聖路綫，與新婚夫婦浩浩蕩蕩走入了沙漠深處，一切正如盲人算命師所預料。
到了下榻地之後，多米尼感慨地說：“算命師是對的。我人生的一切似乎從今天剛剛開始。”

#### 意外波折
隊伍在沙漠中行走多日。一天晚上，鮑里斯外出未歸，多米尼擔心他迷路。她來到一個廢墟塔上，在夜空中晃動火把發出信號。這時，巡邏中迷了路的特雷維納克上尉帶領的一小隊法國軍隊，恰巧看到了火把，於是來到多米尼的眼前。特雷維納克上尉對多米尼解釋道，他們在沙漠中巡邏已經迷路三天了，又餓又累。他請求多米尼能不能給他們吃的喝的？多米尼說，我們的帳篷裏應有盡有，可以隨便用。特雷維納克上尉非常感謝多米尼的幫助，做了自我介紹。這時，鮑里斯也回來了。特雷維納克上尉說，我們好像以前見過面？鮑里斯則予以否認。多米尼說如果不介意，可以請他一起用晚餐。特雷維納克上尉受寵若驚，説在這樣環境下，能有這樣的奇遇簡直不可思議。多米尼在沙漠中的帳篷裏，擺下了奢華的晚宴。特雷維納克上尉趁著興頭，也將自己隨身帶的修道院送給他的那瓶利口酒也拿了出來。這時，多米尼稍稍離開了帳篷，帳篷裏剩下特雷維納克上尉和丈夫鮑里斯。當多米尼回到帳篷時，特雷維納克上尉卻突然告辭。感到意外的多米尼走進帳篷裏問丈夫發生了什麽事？又看到了上尉帶來的那瓶酒也被摔碎了，她責怪丈夫太缺乏人情。鮑里斯說：“也許我對你的愛促使我這樣做。如果你知道為什麼會這樣，你會不會因此而恨我和我的一切？”多米尼說：“我從未恨過你。”鮑里斯說：“如果我做了對不起你的事呢？”，多米尼說：“你能做對不起我的事嗎？如果是上帝能這樣做我會相信。我已經把我的人生給了你，還能給你什麼呢？請你告訴我，出了什麽麻煩事？”鮑里斯說：“沒有什麽大不了的事，你已經給了我一切。”多米尼說：“那你爲何不讓我分擔你的憂傷？縂不能讓黑暗永遠纏繞著你。”鮑里斯說：“在我心目中只有你。”多米尼說：“你不會失去它。但你不把真相告訴我，我們的幸福就不會完滿。”

#### 真相揭開
第二天，安特奧尼伯爵帶著一隊人馬，按照廢墟塔的地標，來到了多米尼的帳篷營地。多米尼見到他格外驚喜，以爲他是意外地走到這裏。安特奧尼伯爵説，他在前往“Amara”的路上遇到了特雷維納克上尉，於是就特意來到這裏。他對多米尼說，這裏的一切都應驗了盲人算命師的描述。多米尼說，算命師所説的一切都成爲了事實。安特奧尼伯爵不禁問道：“在這之後，你感到幸福了嗎？”多米尼說：“你如何知道我有這種感覺呢？”安特奧尼伯爵說“我發覺有一個小小的陰影體現在你臉上。”他又解釋説：“也許是光綫的緣故，因爲我今天在太陽下暴曬久了。”這時，鮑里斯走出來，兩個人打了招呼。多米尼請安特奧尼伯爵共進晚餐。
晚餐時，多米尼問安特奧尼伯爵想喝點什麽？他說幾年前，知道有一款被稱爲“Lagarnine”的利口酒。於是，多米尼讓向導巴托什拿出一瓶，鮑里斯試圖阻止未成。安特奧尼伯爵看到它，就説這是“拉加寧修道會（el Lagarnine）”引以爲傲的產物，是唯一采用修道院種植的葡萄釀製而成。當修道院的庫存用罄之後，就再也不會有了。多米尼不解地問爲什麽？安特奧尼伯爵説道：“因爲釀造秘方只有一個修道士掌握，在他死後，秘方就要轉給他所挑選的繼承者。”多米尼問道：“難道他死了？”安特奧尼伯爵説道：“他沒死，他從修道院消失了。”多米尼問道：“是特拉普修道會的修士嗎？而且在‘立下終誓’之後嗎？”安特奧尼伯爵説是的。多米尼忿怒道：“真可怕，一個人怎麼能做出這種事？”鮑里斯問道：“這有何不可？”，多米尼説到：“鮑里斯，這可是立下了誓言的人。”安特奧尼伯爵説道：“我也并非虔誠的人，但這個人經從修道會跑到外面的世界，能指望做什麽呢？”鮑里斯說道：“他可以找到幸福和快樂。”安特奧尼伯爵説：“對他來説，這種快樂不會長久，而且很痛苦和絕望，只有少數人知道。”鮑里斯說道：“爲什麽會絕望呢？”''安特奧尼伯爵説：“因爲從内心深處知道，他無權享有這個世界的快樂。”鮑里斯激動地大聲喊道：“爲什麽他不用擁有這個權利呢？他有權享有和別人一樣的生活權利、愛的權利。我告訴你，他有這個權利！”説畢，鮑里斯的眼淚奪眶而出，隨後走出了帳篷。看到此景，多米尼終於明白了一切。於是，安特奧尼伯爵對多米尼説：“特雷維納克上尉認出了他，他將這個故事告訴了我。所以，我必須確認這是否屬實，雖然真相是苦澀的。如果你是其他女人，我可能會保持沉默。但我知道你有著很堅定的信仰，這對你的生活至關重要。因爲我知道你更愿意聽到真話。”之後，安特奧尼伯爵告辭而去。

#### 袒露心聲
第二天，鮑里斯和多米尼來到了一個沙丘，兩人彼此敞開了心聲。多米尼問鮑里斯信守誓言是不是很難？
鮑里斯説到：“多年來，我一直欣然、自豪地遵守誓言。甚至在我還是個孩子的時候，我就是如此虔誠，以至於我和我的家人都覺得我應該放棄這個世俗世界。我去修道院時還很年輕。當讓我‘立下終誓’時，我毫不猶豫。就像許多‘立下終誓’的人一樣，從來沒有想再回到世俗世界。我在那裏感到很安詳和幸福。雖然那是一種孤獨的幸福，但卻是幸福的。我勞作於田間和花園，日曬雨淋、面朝大地，日復一日。晚上，當我在那個長長的簡陋小教堂做禱告時，就覺得上帝似乎離我很近，我真的感到很幸福。”
多米尼問道：“那又發生了什麼事讓你抛棄了這一切？”鮑里斯説到：“老院長去世之後，新院長讓我負責接待訪客的小旅館。我多年保持的沉默寡言因此得以釋放。多年來，我第一次與來自外界的人見面和交談，這是我自孩提時代以來第一次聼到了女人的聲音。一天，一個人來到修道院。他的臉上充滿了痛苦與絕望。他告訴我，那個女人是造成他痛苦的原因。他一天到晚向我傾訴他的故事，描述她的美麗，他如何愛她。我感到惶恐。對我來說，這似乎有些齷齪，但我聽著他的敘述，我覺得也許我能幫助他。有一天，那個女人來修道院找了他，我看見他們彼此撲向對方的懷抱，兩個人的臉就像天使的臉。當夜闌人靜，我獨自在小屋裏開始回想我所看到的一切時。我感到困惑和煩惱。我開始意識到我是多麽地在否定我自己。我從修道會的圍牆内，眺望著墻外城市的萬家燈火，想著他們就生活在那裡，生活在那裏的人們。於是，我就從修道會跑出來了，來到一個我從未生活過的地方。一想到自己的所作所為，我就備受煎熬。之後，就遇到了你。為什麼我被賦予了對你的愛。……我為什麼要這樣對你？”多米尼說道：“我也不知道，當我那天和你一起站在教堂時，我覺得自己好像重生了一樣。”鮑里斯説到：“我曾試圖向你坦言，也試圖放棄你。但是我做不到。我們該怎麽辦？”多米尼說道：“我也不知道該怎麽做。但我知道，懷有愛心之人不是壞人。上帝不會懲罰我們，如果我們能相信祂會為我們指明道路。

### 結局
沙漠之旅就這樣結束了。兩個人回到了舉辦過婚禮的教堂。當鮑里斯從教堂走出來時，多米尼說：“你不必對對我說什麽了，它已經體現在你的臉上了。”鮑里斯說：“我必須彌補我所做的一切，你也知道我該怎麼做。”多米尼問道：“這裏離修道院有多遠？”鮑里斯說：“只有幾個小時的路程，但它是我的終生之路。”
兩個人來到了突尼斯的一個火車站。向導巴托什向多米尼道別，他説：“太太你今天離開這裏了，也許有一天，你會回來。沙漠的呼喚之聲總會不絕於耳。沙漠或許是被容易遺忘的地方……”。他的話音未落，多米尼已是淚水盈眶。出發前，曾經爲他們主持過婚禮儀式的盧比爾神父來到車站送行。火車離開之後不久，在一個小站，兩個人下了車，租了一輛前往“拉加寧修道會（el Lagarnine）”的馬車，在等候馬車期間，鮑里斯試圖安撫多米尼，多米尼說：“不要碰我，我在努力使自己變得堅强，請不要爲難我。”鮑里斯說：“我怎麽會忍心對你呢？”多米尼說：“你會相信我們嗎？我們知道眼前的一切可能并不是全部；在另一真實而永恆的世界裏，我們會永遠在一起。在這個世界上，你會在修道會重新找回幸福。如果你不再想我的話。”鮑里斯說：“我會終生想念你。也許我生來奉獻給主。但我敢相信，我也是為了感知你的美麗和溫柔而出生。自從我能再次禱告後 我懇求上帝寬恕我愛過你。因為在認識你的愛時，我也認識了上帝。”
當馬車來到了“拉加寧修道會（el Lagarnine）”門口，鮑里斯下了馬車，兩個人臨別前緊緊擁抱，多米尼給鮑里斯的臨別之言：“你永遠和我在一起。”之後，鮑里斯義無反顧地大步走向修道院。淚流滿面的多米尼對馬車夫說：“我們囘突尼斯！”影片到此結束。

## 主要演員名單
- 瑪琳·黛德麗飾演多米尼·恩菲爾登
- 夏爾·布瓦耶飾演鮑里斯·安德羅夫斯基
- 貝錫·羅斯本飾演費迪南德·安特奧尼伯爵
- 查爾斯·奧布里·史密斯（英语：C. Aubrey Smith）飾演盧比爾神父
- 约瑟夫·希尔德克劳特飾演巴托什（當地向導）
- 約翰‧卡拉丁（英语：John Carradine）飾演盲人算命師
- 艾倫·馬歇爾（英语：Alan Marshal (actor)）飾演法國軍官德·特雷維納克上尉
- 露西爾·沃森（英语：Lucile Watson）飾演約瑟芬院長

## 電影視頻
1985年11月10日，中國中央電視臺首次播放了這部被翻譯成中文對白的影片。
- YouTube頻道（英語原版）